# Mera
Mera là một thị trấn thống kê (census town) của quận Dhanbad thuộc bang Jharkhand, Ấn Độ.

## Nhân khẩu
Theo điều tra dân số năm 2001 của Ấn Độ, Mera có dân số 5199 người. Phái nam chiếm 56% tổng số dân và phái nữ chiếm 44%. Mera có tỷ lệ 54% biết đọc biết viết, thấp hơn tỷ lệ trung bình toàn quốc là 59,5%: tỷ lệ cho phái nam là 64%, và tỷ lệ cho phái nữ là 42%. Tại Mera, 15% dân số nhỏ hơn 6 tuổi.